# De Kennedy Files (stripreeks)
De Kennedy Files is een Nederlandse stripreeks gemaakt door tekenaar Erik Varekamp en scenarist Mick Peet over de familie Kennedy.

## Inhoud en achtergrond
In de strip vertelt Edward Kennedy aan het einde van zijn leven het verhaal van zijn vader Joseph P. Kennedy sr. en andere familieleden aan zijn achterneef Joseph Patrick Kennedy III. Alle delen bevatten een epiloog van de Brits/Amerikaanse schrijver Nigel Hamilton.
De serie wordt vertaald in het Frans.

## Albums
1. De man die president wilde worden (Amsterdam : Scratch Books, 2016. ISBN 978-94-92117-52-6)
2. Op geheime missie (Amsterdam : Scratch Books, 2019. ISBN 978-94-92117-96-0)
3. Held tegen wil en dank (Amsterdam : Scratch Books, 2021. ISBN 978-94-93166-48-6)
4. Mythe in de maak (Amsterdam : Scratch Books, 2024. ISBN 978-94-93166-83-7)